# Indische malkoha
De Indische malkoha (Taccocua leschenaultii) is een vogel uit de familie Cuculidae (koekoeken). De vogel is genoemd naar de Franse ornitholoog Jean-Baptiste Leschenault de La Tour (1773-1826).

## Verspreiding en leefgebied
Deze soort komt voor in Pakistan en India en telt drie ondersoorten:
- T. l. sirkee: Pakistan en noordwestelijk India.
- T. l. infuscata: van de centrale en oostelijke heuvels aan de voet van de Himalaya tot noordoostelijk India.
- T. l. leschenaultii: zuidelijk India en Sri Lanka.